# 康普契 (加利福尼亞州)
康普契（英語：Comptche）是位於美國加利福尼亞州門多西諾縣的一個人口普查指定地區。

## 地理
康普契的座標為39°15′54″N 123°35′28″W / 39.26500°N 123.59111°W，而該地最高點為海拔高度57米（即187英尺）。

## 人口
根據2010年美國人口普查的數據，康普契的面積為2.988平方千米，均為陸地。當地共有人口159人，而人口密度為每平方千米53人。